# Tấn công là cách phòng thủ tốt nhất
"Tấn công là cách phòng thủ tốt nhất" là câu ngạn ngữ đã được áp dụng cho nhiều lĩnh vực khác nhau bao gồm quân sự và trò chơi. Nó là một trong những nguyên tắc tấn công chiến lược trong chiến tranh. Ý tưởng chính là sự chủ động từ một hành động tấn công mạnh mẽ thay vì thái độ thụ động, sẽ làm bận tâm đối thủ và phá vỡ khả năng thực hiện tấn công của họ, từ đó dẫn đến một lợi thế chiến lược cho lực lượng tấn công trước.

## Trong quân sự
Vào năm 1075, Lý Thường Kiệt chỉ huy 10 vạn quân Đại Việt tấn công vào lãnh thổ Trung Quốc để phá hoạt động chuẩn bị tiến công Đại Việt của Tống.
George Washington đã viết vào năm 1799: "Sức mạnh mang đến niềm tin rằng, các hoạt động tấn công, vẫn thường là điều chắc chắn, nếu không nói đó là phương tiện phòng thủ (trong một số trường hợp) duy nhất".
Trong Thế chiến I, Đức đã tấn công Pháp trước tiên, nhằm nhanh chóng đánh bật Pháp ra khỏi cuộc chiến, từ đó làm giảm ưu thế và sức ép của phe Hiệp ước và giải phóng áp lực cho quân Đức dồn về phía đông để đánh bại Nga.
Trong thời kỳ chiến tranh Việt Nam, Mỹ và Quân lực Việt Nam Cộng hòa ở vào thế phòng thủ, chưa bao giờ mang lục quân tiến công miền Bắc Việt Nam, việc thực thi chiến lược phòng thủ xuyên suốt này đi ngược lại sự chủ động tấn công trong quân sự, quân đội này phòng thủ cho đến ngày sụp đổ vào năm 1975.
Vào ngày 14 tháng 2 năm 2019, Chuẩn đô đốc Ronald Boxall, trưởng phòng tác chiến mặt biển hải quân Mỹ, phát biểu tại hội thảo quân sự ở bang California, Mỹ: "Chúng ta đã dành nhiều năm tập trung vào phòng thủ, chờ đợi máy bay và tên lửa đối phương tìm đến mình. Tấn công là cách phòng thủ tốt nhất, chúng ta phải có khả năng tung đòn phủ đầu từ xa để vô hiệu hóa mối đe dọa".